# Llau de la Vinya
La llau de la Vinya és una llau afluent del riu de Serradell que discorre íntegrament pel terme de Conca de Dalt, al Pallars Jussà, dins del seu antic terme de Toralla i Serradell, a l'àmbit del poble de Toralla.
Es forma a la Costa, a ponent de Comellans, des d'on davalla cap al sud-est deixant la partida de Comellans a llevant; travessa entre les partides de les Vinyes i Rengueret, a llevant, i l'Estrada, la Pera i Esplanellars a ponent. S'aboca en el barranc de Mascarell just al sud-est d'Esplanellars.